# Kawanishi E7K
Il Kawanishi E7K (?), identificato anche come Ricognitore navale Tipo 94 (九四式水上偵察機?) (nome in codice alleato Alf) era un idrovolante da ricognizione monomotore biplano imbarcato sviluppato dall'azienda giapponese Kawanishi Kōkūki KK negli anni trenta.
Impiegato dalla Dai-Nippon Teikoku Kaigun Kōkū Hombu, la componente aerea della Marina imperiale giapponese, a partire dalla metà degli anni trenta, rimase in servizio durante la seconda guerra mondiale venendo impiegato, nelle sue fasi finali, come aereo kamikaze.

## Storia del progetto

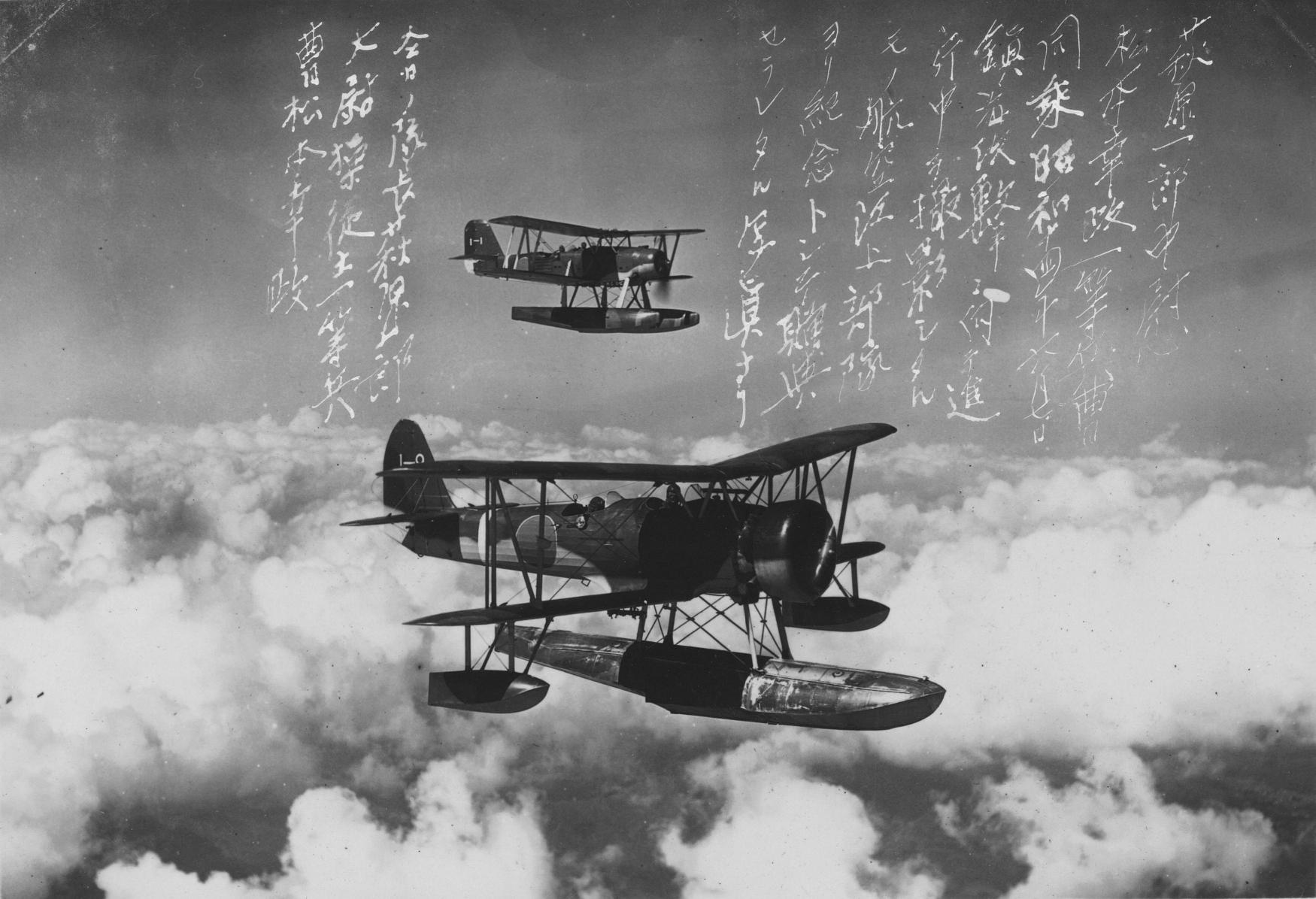
Una coppia di E7K2 in volo, 7 giugno 1939

Nel 1932, la Marina imperiale giapponese chiese alla Kawanishi Kōkūki di progettare un sostituto del Kawanishi E5K. Il risultato fu il Kawanishi E7K1, un biplano equipaggiato con un motore Hiro Type 91, un W12 raffreddato a liquido da 620 Hp (462 kW).
Il nuovo aereo effettuò il primo volo il 6 febbraio 1933, e fu consegnato alla Marina 3 mesi dopo per successivi test.
Nello stesso periodo volò anche l'Aichi AB-6, progettato anch'esso come sostituto dell'E5K.
L'E7K1 si rivelò superiore al rivale, ed all'inizio del 1935 entrò in produzione come Ricognitore navale Tipo 94 (九四式水上偵察機?).
Riscontrò subito un'ampia popolarità, ma la sua diffusione fu rallentata dalla scarsa affidabilità del motore Hiro. Più tardi, i nuovi E7K1 furono dotati di una versione potenziata dell'Hiro, ma che riscontrava gli stessi problemi di affidabilità.
Nel 1938 la Kawanishi sviluppò l'E7K2, versione migliorata che adottava un motore radiale Mitsubishi Zuisei 11 da 870 Hp (649 kW).  Dopo il primo volo effettuato nell'agosto dello stesso anno, entrò in produzione col nome di Ricognitore navale Tipo 94 Modello 2. L'E7K1 fu rinominato Ricognitore navale Tipo 94 Modello 1.

## Impiego operativo
L'E7K1 fu ampiamente impiegato dalla Marina imperiale giapponese a partire dal 1938, per poi venire relegato a compiti secondari alla scoppio della guerra del Pacifico, mentre l'E7K2 fu utilizzato in prima linea fino al 1943. Aerei di entrambe le versioni trovarono impiego come kamikaze nelle fasi finali della seconda guerra mondiale.

### Impieghi sperimentali
Due esemplari di E7K2 furono modificati per rendere possibile il loro pilotaggio a distanza tramite un radiocomando.
Nella primavera del 1941 furono sottoposti ad alcuni test nell'arsenale di Yokosuka. 
Radiocomandati da un pilota collaudatore, il tenente colonnello Tomoyoshi Hori, i due idrovolanti effettuarono diversi voli di prova, decollando sia dalla superficie dell'acqua che dalla catapulta per aerei della corazzata Yamashiro.